# محمدرضا مظفر
محمدرضا مظفر (۵ شعبان ۱۳۲۲ قمری - ۱۶ رمضان ۱۳۸۳ قمری) مجتهد مشهور، فقیه، اصولی، متکلم، فیلسوف و از محققان شیعی در حوزه فقه و اصول، منطق، کلام و عقاید بود. او صاحب سه کتاب مشهور اصول الفقه، المنطق و عقائد الإمامیه است که در حوزه‌های علمیه شیعه به صورت رسمی تدریس می‌شوند. محمدحسین مظفر و محمدحسن مظفر، برادران او هستند.

## استادان
- عبدالهادی شیرازی
- میرزا محمدحسین غروی نائینی
- محمد حسین اصفهانی کمپانی
- آقا ضیاءالدین عراقی
- میرزای نائینی
- سید علی قاضی طباطبایی

## معرفی
وی از خاندان مظفر بود. این خانواده متشکل از افرادی بودند که همگی دانشگاهی و از محققان مشهور به‌شمار می‌آمدند. خاندان مظفر در نجف از قرن دوازدهم هجری خاندانی از اهل علم به‌شمار می‌آمدند. برخی از افراد این خاندان در الجزایر می‌زیستند که در منطقه بصره در عراق امروزی است. پدر محمد رضا، شیخ محمد ابن عبدالله، فقیه و مجتهد و مرجع تقلید بود. وی در نجف زاده شد و دوران جوانی اش را صرف مطالعات و دیگر فعالیت‌های دینی همچون عبادت و تعلیم کرد مادامی که به عنوان یک فقیه برجسته شناخته شود. وی نویسنده تفسیری جامع بر کتاب شرایع الاسلام است که «توحید الکلام» نام دارد.
محمد رضا مظفر در پنجم شعبان سال ۱۳۲۲ هجری قمری/۱۹۰۴ میلادی، پنج ماه بعد از مرگ پدرش زاده شد. از آن جا که پدر وی قبل از زاده شدن محمد رضا، درگذشت آن‌ها همدیگر را نتوانستند ببینند و بنابراین تعلیم و تربیت محمد رضا بر عهده برادر بزرگترش شیخ عبدالنبی گذاشته شد. شیخ عبدالنبی بسیار به برادر کوچک‌تر خود عشق می‌ورزید و تمام تلاش خود را کرد تا محمد رضا غیاب پدر را احساس نکند. محمد رضا مظفر در محیط علمی و فرهیخته نجف رشد کرد. در جلسات و حلقه‌های علمی شرکت می‌جست و نیز در سخنرانی‌ها و کلاس‌ها نیز حضور می‌یافت و همچنین در حوزه‌های سطح بالا شرکت می‌کرد و از طرف فقیهان برجسته و نامی، عناوین و اجازات مختلفی را دریافت می‌کرد. در محضر دو برادر خود یعنی شیخ عبدالنبی و شیخ محمد حسن بسیاری از توانایی‌های علمی خود را گسترش داد.
زمانی که محمد رضا تحصیلات خودش را که عموماً در مدارس الامی نجف بود به پایان رساند و پس از آن که به موقعیت ممتازی دست یافت در کلاس‌هایی شرکت کرد که برادرش محمد حسن مدرس آن بود. همچنین در کلاس‌های درس آقا ضیاء الدین عراقی در فقه اسلامی شرکت کرد. در درس‌های میرزای نائینی در حقوق و فقه شرکت کرد و به‌طور عمیقی تحت تأثیر کلاس‌های درس آقا شیخ محمد حسین اصفهانی بود. وی تقریباً در تمام دروس شیخ محمد حسین اصفهانی در فقه و فلسفه شرکت کرد و همیشه از محمد حسین اصفهانی به بزرگی یاد می‌کرده و بسیار تحت تأثیر او بوده‌است چنان‌که از روشش در نوشتن کتاب مشهورش در زمینه اصول به نام «اصول الفقه» پیروی کرده‌است.وی همچنین از طرف علمای طراز اول نجف صاحب عنوان اجتهاد شد.

## آراء منطقی
1. در بخش تعریف به تفصیل مباحث قسمت (انواع و احکام) را مطرح کرده‌است.
2. قواعد نقض المحمول، نقض الموضوع و نقض التام را در بخش استدلالهای مباشر بیان کرده‌است.[۴]